# キャビア左翼
キャビア左翼（キャビアさよく、英: Gauche caviar）またはゴーシュキャビアとは、社会主義者を自称しながら社会主義的価値観に反する生活を送る人物を表す、フランス語の蔑称である。この表現は1980年代に生まれた政治的な造語で、ある程度の偽善性を含意する。『プチ・ラルース』辞典は「キャビア左翼」を「進歩主義と社交界生活およびその付属品への嗜好を兼ね備えた」蔑称と定義している。また、ある説明では、「自由思想、権威嫌悪、個人主義的、寛容、社会主義的立場...ボヘミアン的、実存主義的、共同体的、かなり鬱屈した」世界観を、金と良い服を持つ人々が支持するものと示されている。
この概念は、英語の「シャンパン社会主義者」、アメリカの「リムジン・リベラル」そして「ラテ・リベラル」、ドイツの「サロン共産主義者」や「シャンパン社会主義者」、オランダの「サロン社会主義者」、イタリアの「ラディカル・シック」、ポーランドとポルトガルとペルー・スペイン語の「キャビア左翼」、スペインの「ピホプログレ」、アルゼンチン・スペイン語の「オスデを持つ左翼」、チリ・スペイン語の「レッド・セット」、デンマークの「海岸線社会主義者」（コペンハーゲン北部の裕福な沿岸地域を指す）と広く類似している。英語の類似表現には「ハムステッド・リベラル」、「リベラル・エリート」、「シャルドネ社会主義者」、「スモークサーモン社会主義者」、「ボリンジャー・ボルシェヴィキ」などがある。

## 使用法
この用語はかつてパリの社交界で広く使われ、社会党への忠誠を公言しながらフランス社会党の労働者階級の基盤とは異なる、プロレタリアートとはほど遠い生活様式を維持する人々を軽蔑的に指すのに用いられた。より明確な表現では、この集団を、パリの素晴らしい二階建てアパートでキャビアを食べながら、貧困層の窮状について熱く語る左翼と表現している。
この呼称は批判者によってフランソワ・ミッテランを形容するのにも用いられた。これは、ジャック・ラングのような文化大臣を務めた彼の政権のメンバーの何人かがキャビア左翼の一員として認識されていたことでさらに強化された。
2007年初頭、セゴレーヌ・ロワイヤルが納税を避けていたことが明らかになり、「キャビア左翼」と同一視された。こう呼ばれたことは彼女のフランス大統領選挙運動に打撃を与えた。同様に、フランスの政治家ベルナール・クシュネルと彼の妻クリスティーヌ・オクランもこの言葉でラベル付けされた。しかし、彼の外務大臣への任命はこの言葉に妨げられなかった。このキャビア左翼の他の推定メンバーには、元IMF専務理事のドミニク・ストロス＝カーンと彼の妻でジャーナリストのアンヌ・サンクレール（母方の祖父である美術商ポール・ローゼンバーグの財産の大部分を相続）が含まれる。2015年頃、キャビア左翼はギリシャの急進左派連合政権とツィプラス首相も支持していたとされ、「ウーゴ・チャベスの死後、新たな『反帝国主義的英雄』を切望していた」と言われている。
同様に、エマニュエル・マクロンは反対派から「キャビア左翼」の典型であると非難され、社会主義的背景を主張しながら右翼政策を実施していると批判されている。彼の任期開始以来、これらの非難は彼の不人気の増大に寄与している。
週刊ニュース誌『ル・ヌーヴェル・オプセルヴァトゥール』は、「フランスの『キャビア左翼』の準公式機関誌」と呼ばれている。
キャビア左翼というラベルが付けられた人々に受け入れられるかどうかに関わらず、この分類に適合する政治家はフランスの政界で力を持っている。例えば、ミッテラン政権下では、「ゲイ・プール・ラ・リベルテ」（自由のためのゲイ）を含むこのグループを不快にさせないよう、多くの政策が採用された。

## 関連文献
- Joffrin, Laurent (2006). Histoire de la gauche caviar. Paris: Éditions Robert Laffont